# Große Schule (Wolfenbüttel)

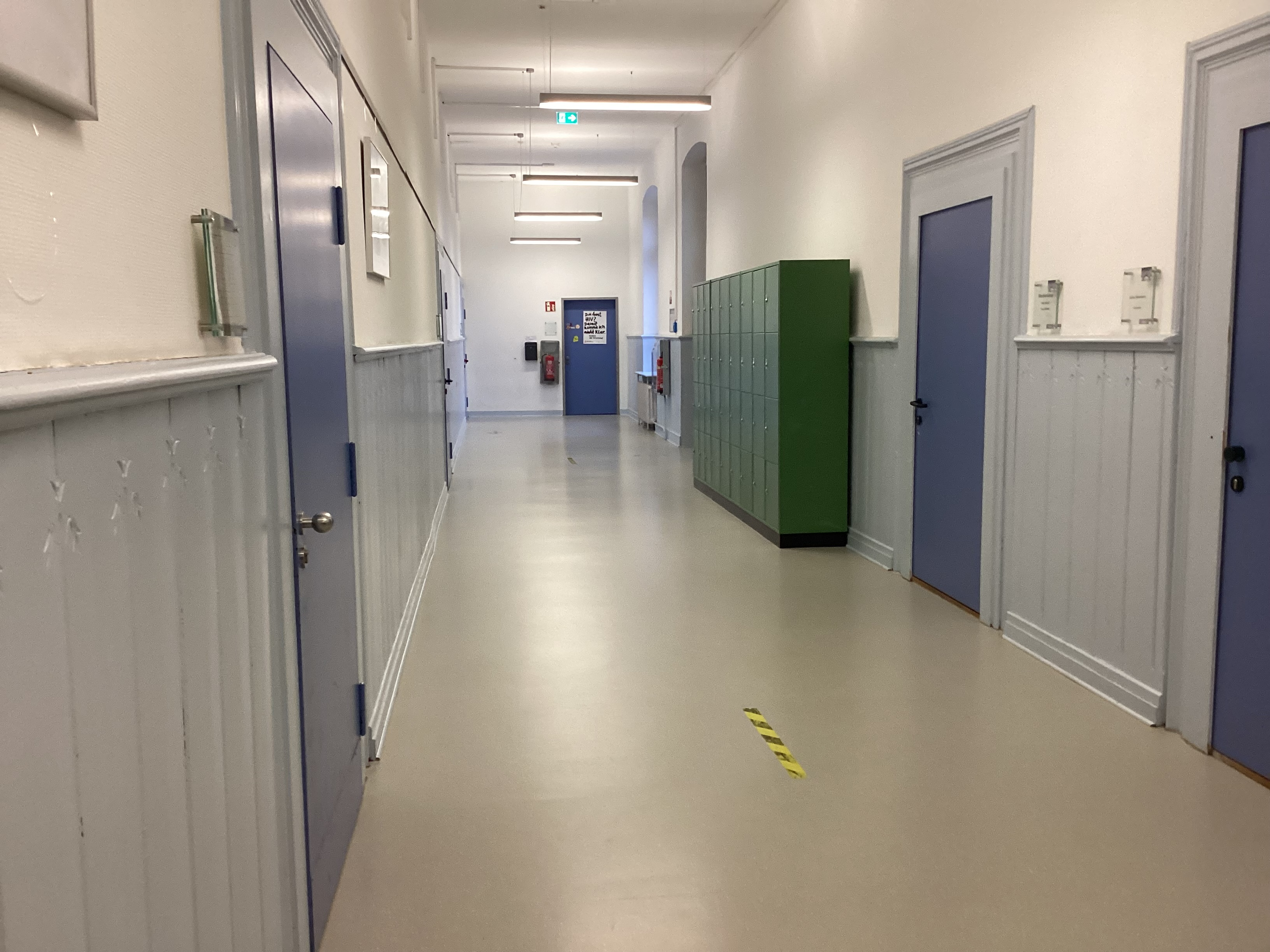
Ein Flur im Altbau der Schule

Die Große Schule ist ein altsprachlich humanistisches Gymnasium in Wolfenbüttel, das 1543 als Hochfürstliche Schule in Wolfenbüttel gegründet wurde. 

## Geschichte

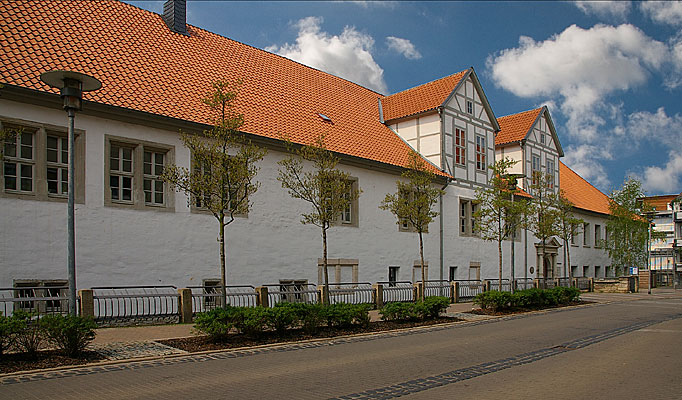
Wolfenbüttel, Herzogliche Kommisse, 1705–1879 Schulgebäude der Großen Schule

1542 begann die Reformation des Wolfenbütteler Kirch- und Schulwesens, im Zuge derer es im folgenden Jahr zur Gründung einer Knabenschule kam, deren Lehrplan Christentum und alte Sprachen umfasste. 1596 zog die Hochfürstliche Schule in Wolfenbüttel in ein neues Gebäude neben der Marienkirche, eine „Bildungsstätte zu logischem Denken und zur Gotteserkenntnis“. Neun Jahre später wurde erstmals ein Wolfenbüttler Schulprogramm erstellt, das die Unterrichtsfächer Latein, Altgriechisch, Religion, Dialektik, Rhetorik und Musik als Hauptfächer sowie Naturwissenschaften, Geschichte und Ethik als Nebenfächer umfasste. 1705 erfolgte der Umzug in die sogenannte Herzogliche Kommisse. Im Jahr 1749 erhielt die Hochfürstliche Schule in Wolfenbüttel ihren heutigen Namen, indem sie in Herzogliche Große Schule umbenannt wurde.
1824 wurde die erste Abiturprüfung abgehalten. 1828 wurde im Sinne der Reformen des Turnvaters Jahn und der freiheitlich-demokratischen Bestrebungen dieser Zeit Turngemeinde (TG) gegründet, die bis heute fortbesteht.
Im Jahre 1879 wurde ein Neubau für die Schule am Rosenwall 12 fertiggestellt. Er besteht aus gelbem Backstein und hatte ursprünglich einen massiven Mittelbau, zwei Hauptflügel und einen kleineren Nebenflügel, der heute durch einen größeren Neubau ersetzt ist. An der Straßenseite zeigt das Gebäude den lateinischen Spruch:
DEO ET STUDIOSAE JUVENTUTI
(deutsch: Für Gott und die strebsame Jugend)
An der Rückseite zum Schulhof hin steht geschrieben:
MENS SANA IN CORPORE SANO
(deutsch: Ein gesunder Geist in einem gesunden Körper)
Bis in heutige Zeit befindet sich das Hauptgebäude der Großen Schule an dieser Stelle. Von 1893 bis 1921 leitete der Raabe-Freund Wilhelm Brandes die Schule.
1928 wurde die Schule in ein Reform-Realgymnasium mit dem Namen Staatliche Große Schule umgestaltet.
1940 erhielt die Schule den Namen Große Schule, der bis heute geblieben ist.
In der Zeit des Nationalsozialismus regte sich Widerstand gegen die Durchdringung des Religionsunterrichts durch die nationalsozialistische Ideologie. Infolgedessen wurden Schüler der Schule verwiesen, der Direktor suspendiert und ein Religionslehrer strafversetzt. 1957 erhielt die Schule mit dem Elster-und-Geitelhaus ein weiteres Gebäude, in dem heute die gymnasiale Oberstufe unterrichtet wird. Benannt wurde das neue Schulgebäude nach den durch ihre Forschungen bekannt gewordenen Oberlehrern Julius Elster und Hans Geitel, die Pionierarbeit auf dem Gebiet der Radioaktivität leisteten.
Seit 1964 ist die Große Schule koedukativ, das heißt auch Mädchen zugängig, wobei im ersten Schuljahr zwei Schülerinnen der Schülerschaft angehörten.
In der Schulleiterära von Peter Ensthaler wurde 1997 die Dr.-Oskar-Sommer-Stiftung zur Förderung der Völkerverständigung von dem ehemaligen Schüler Oskar Sommer (Abitur 1923) gegründet, 2001 wurde der Neubau für Kunst, Musik und Theaterspiel errichtet und erhielt den Namen Dr.-Oskar-Sommer-Haus, ab 2004 im Zuge der Sanierung steht das ehemalige Direktorenhaus der Schule zusätzlich für Unterricht und ab 2010 als Medienzentrum zur Verfügung, im Jahre 2005 bekam das Gymnasium die erste Ganztagsgenehmigung in Wolfenbüttel und im Jahre 2009/2010 wurde der als „Mensahaus“ bezeichnete große Neubau errichtet, der allgemeine Unterrichtsräume für Klassen, Fachräume für die Naturwissenschaften und die Informatik sowie eine Mensa bietet. Nach Eröffnung dieses Neubaus im Mai 2010 konnte sich auch der Ganztagsunterricht an der Schule weiterentwickeln. Zu diesem Zeitpunkt wurden auch die fünften und sechsten Klassen aus der Außenstelle Wallstraße (dort seit 2004 ansässig) wieder an den Rosenwall verlegt.

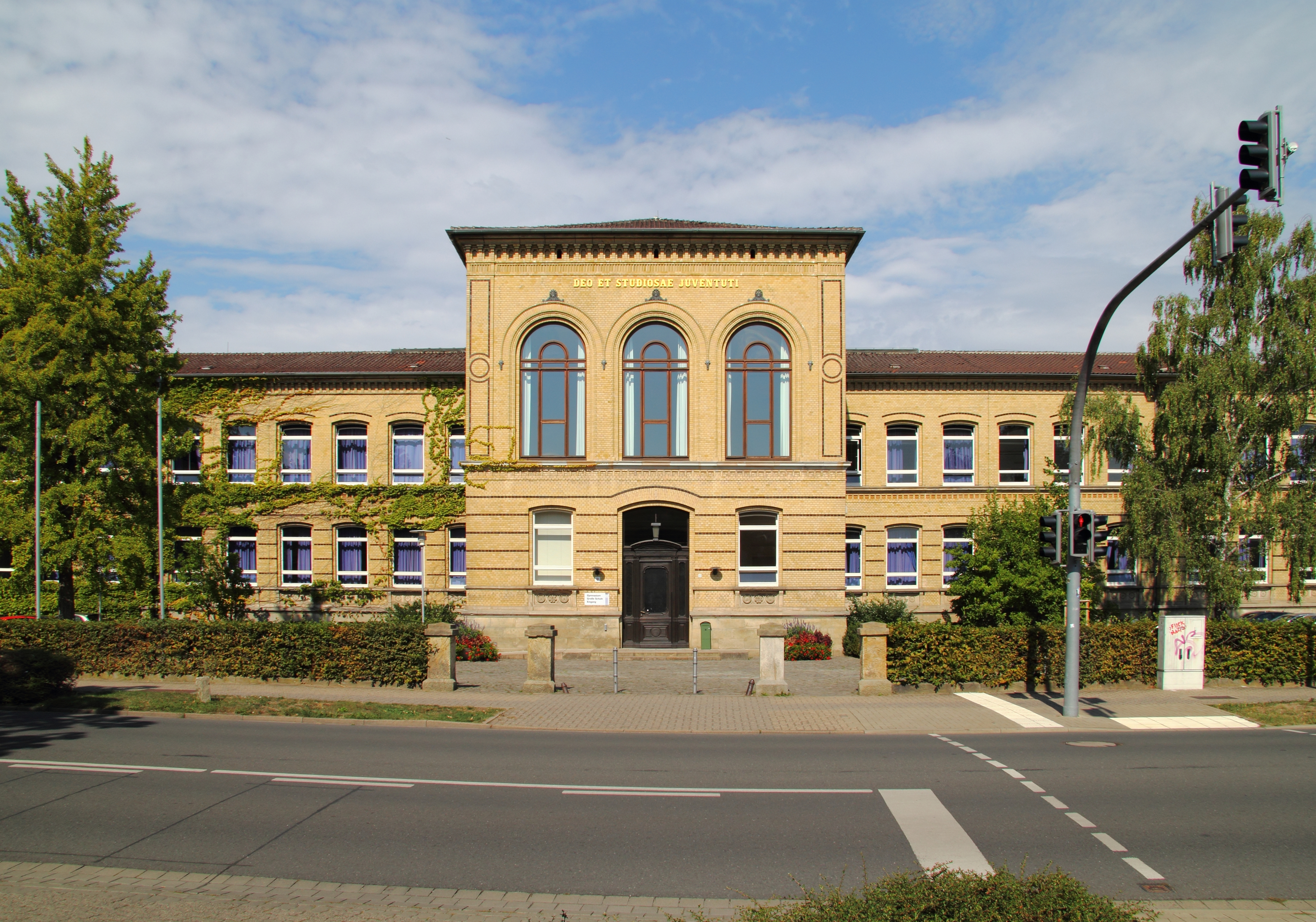
Frontansicht des Hauptgebäudes (2022)

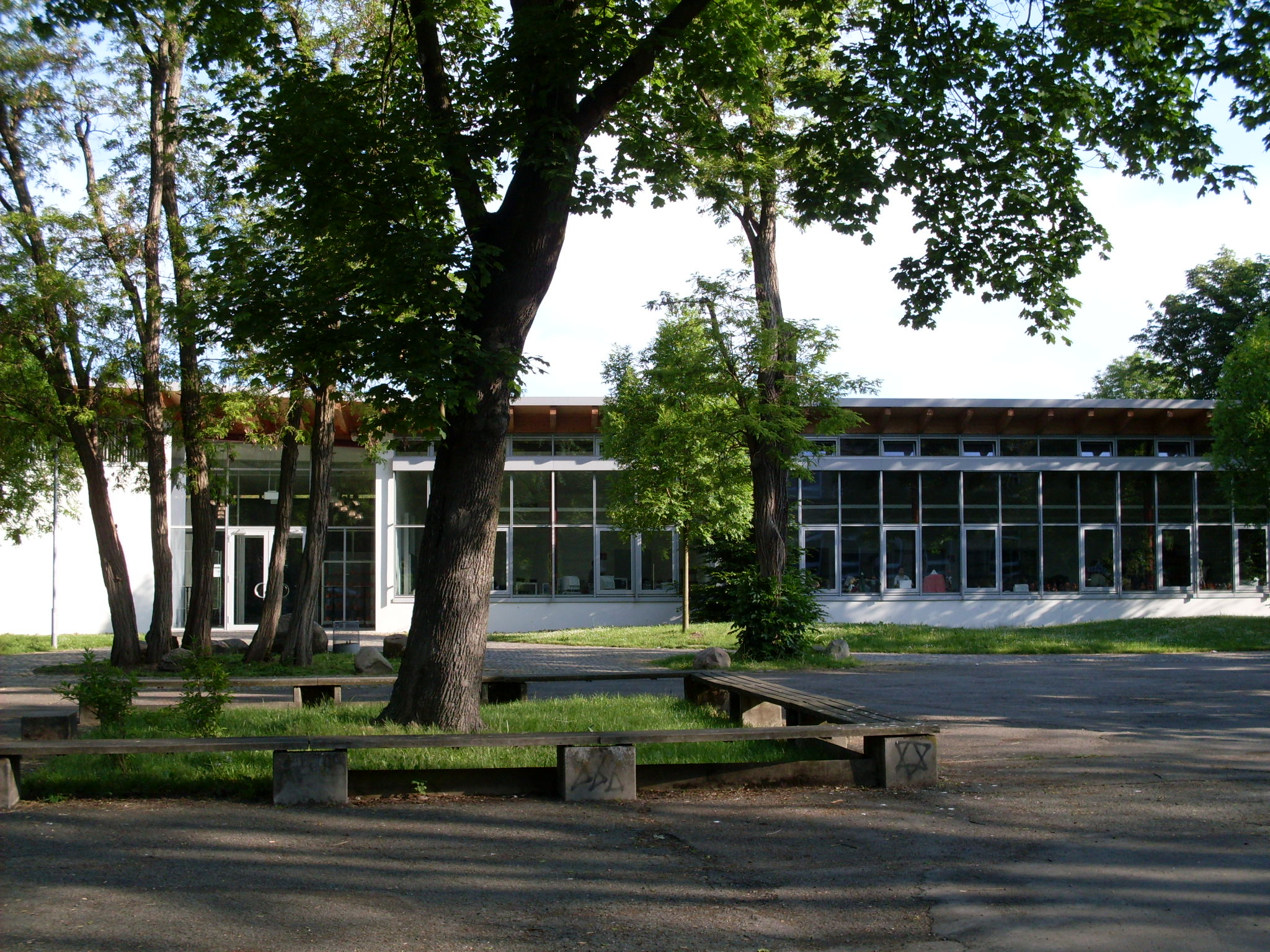
Dr.-Oskar-Sommer-Haus

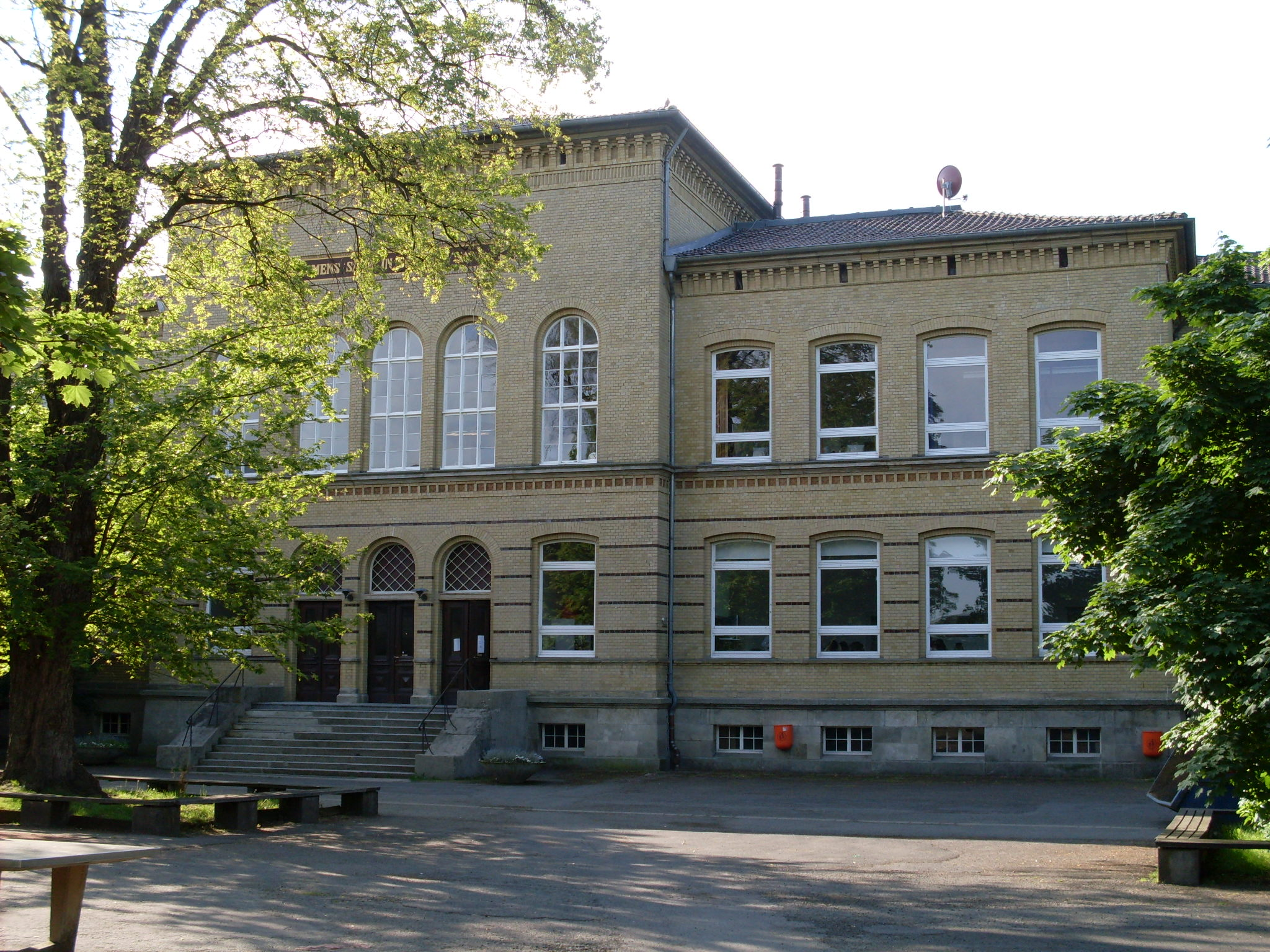
Rückansicht des Hauptgebäudes

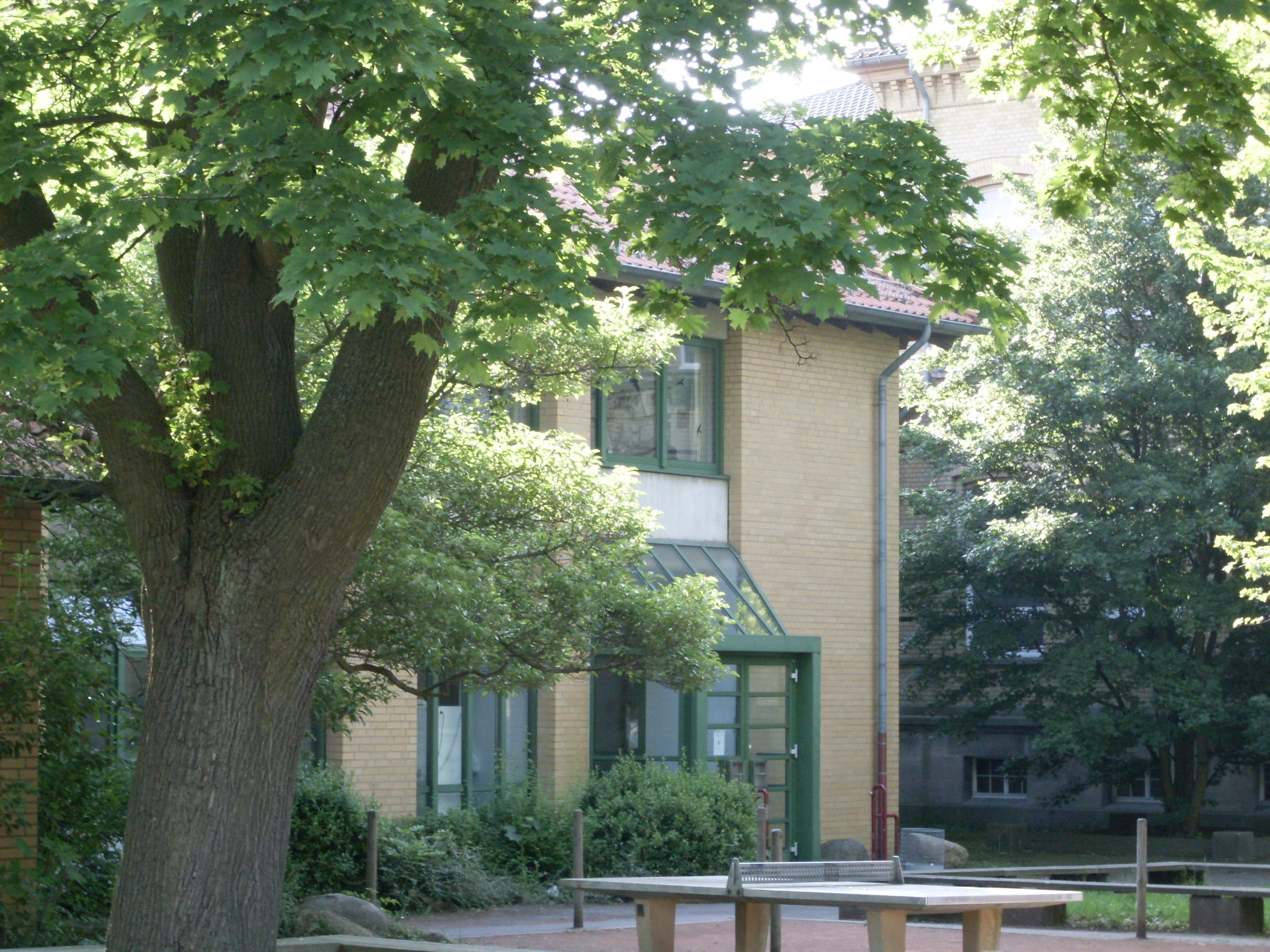
Ehemaliger Eingang zum Naturwissenschaftstrakt

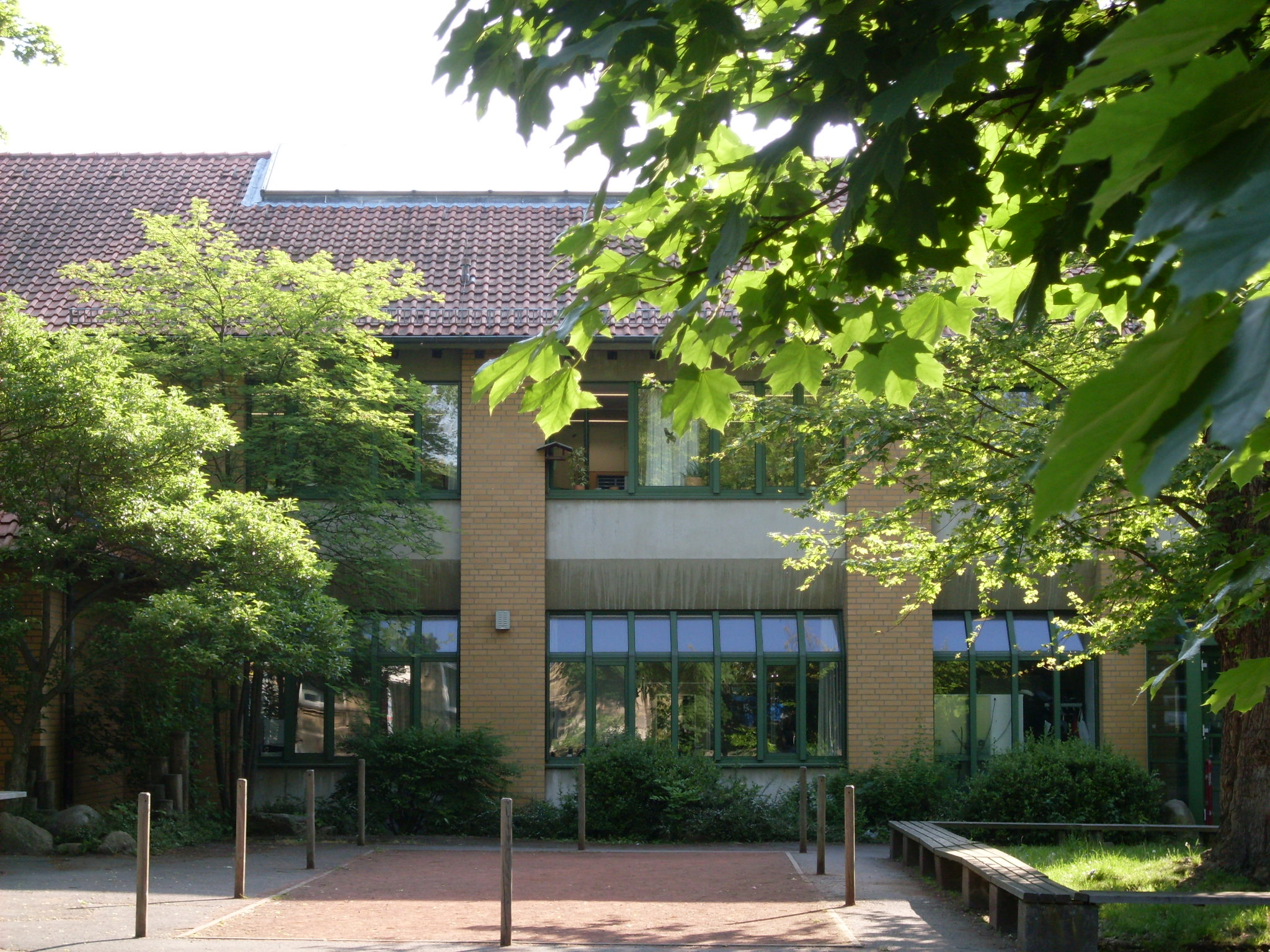
Ehemalige Seitenansicht des Naturwissenschaftstrakts (vor der Sanierung aufgrund des Hochwassers)

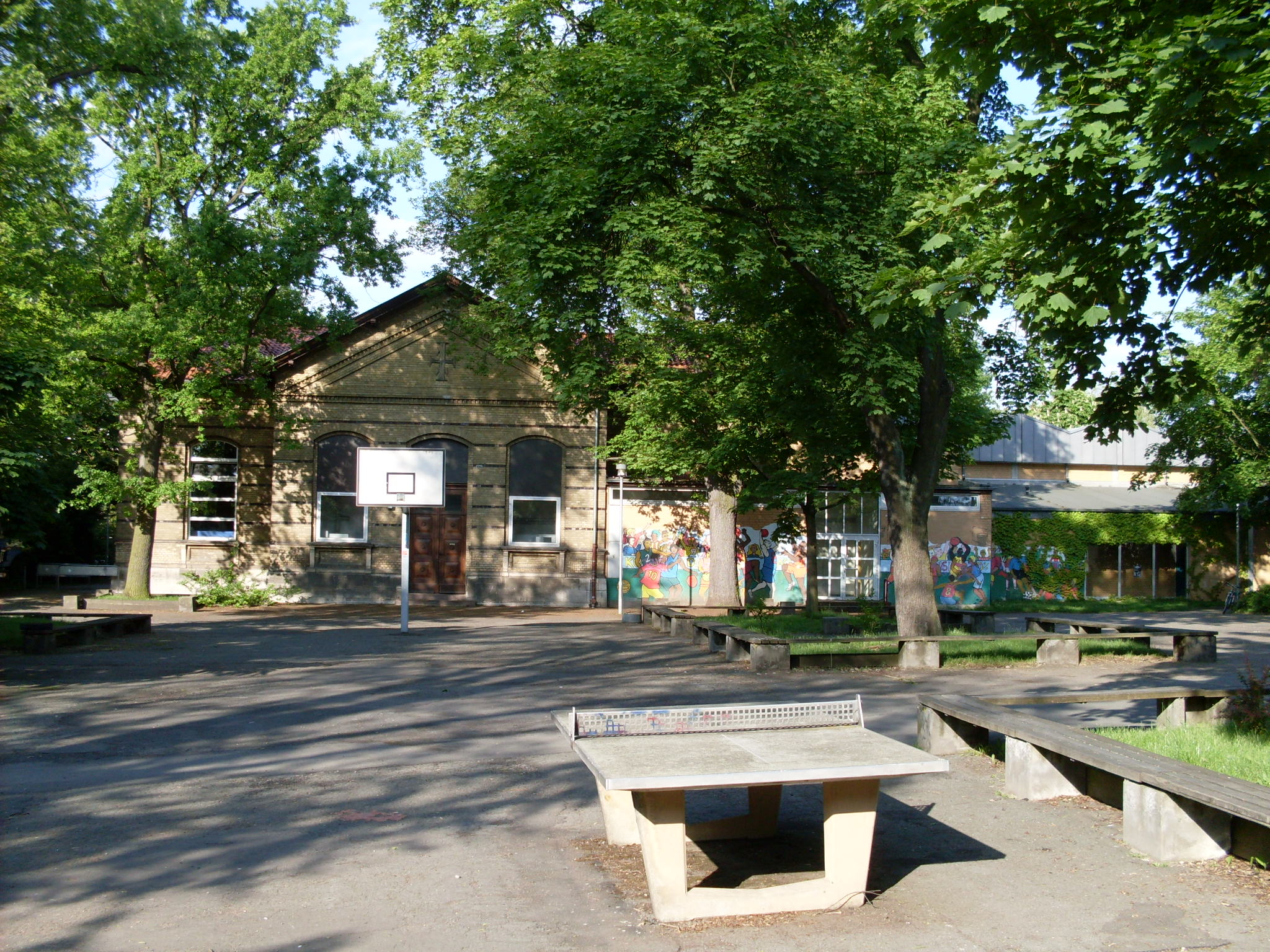
Blick auf einen Teil des Schulhofs und die Sporthallen

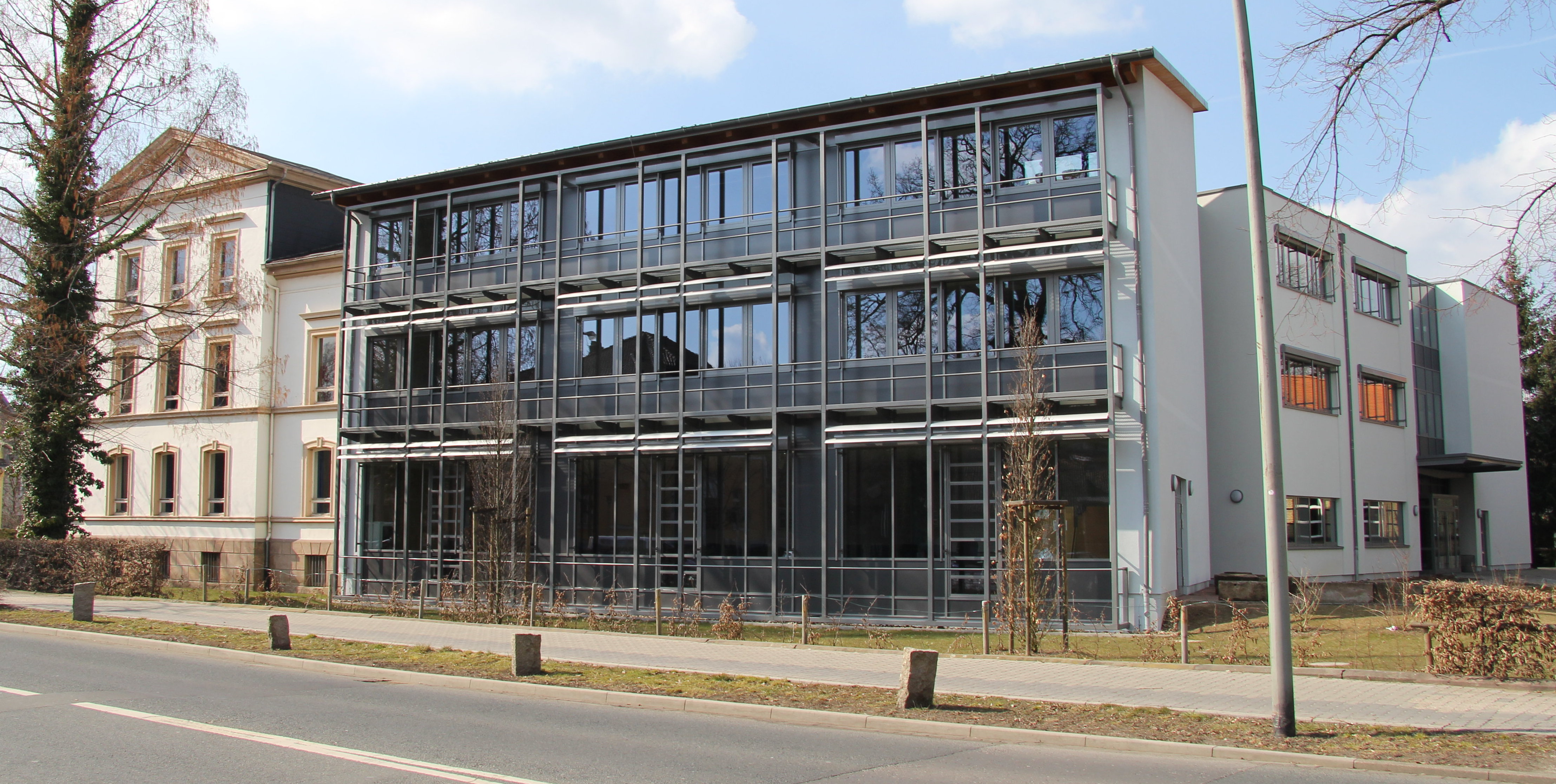
Nebengebäude: links Elster-und-Geitelhaus, rechts Mensahaus

## Arbeitsgemeinschaften und Gruppen
Neben der Turngemeinde (TG), die ein umfangreiches überwiegend von Schülern betreutes Sportprogramm anbietet, existiert mit dem Concilium Germanicum (CG!) eine Schülerverbindung. Von den beiden Gruppen werden z. B. der sogenannte Turnerball oder das Bayerische Fest veranstaltet.
Zusätzlich gibt es an der Schule eine Computer-AG, eine Schach-AG, eine Foto-AG und AGs, die sich mit Astronomie, Fliegen und anderen naturwissenschaftlich-technischen Themen beschäftigen. Das kulturelle Angebot wird durch Theater-AG Schulorchester und Vororchester, zwei Chöre, diverse von den Schülern selbst organisierte Bands, Blechbläserensemble und Querflötenensemble bereichert. Außerdem gibt es an der Schule noch eine Bibliothek und eine Gruppe, die unter Leitung eines Lehrers die sogenannte Schulchronik erstellt.
Außerdem gibt es noch einen Schulsanitätsdienst, welcher sowohl im Schulalltag als auch bei Schulveranstaltungen für die Versorgung von verletzten Personen bereitsteht. Die Mitglieder der AG werden in regelmäßigen Erstehilfekursen des Deutschen Roten Kreuzes aus- und fortgebildet. Zudem nimmt der Schulsanitätsdienst der Großen Schule regelmäßig an dem Bremer Erstehilfewettbewerb Hand aufs Herz teil.

## Lehrangebot
Als einzige Schule in Wolfenbüttel bietet die Große Schule Latein als zweite Fremdsprache schon ab Klasse 5 an. Dieses ist eins der fünf plus Programme, zu denen auch ein zusätzlicher Unterricht in MINT oder Sport zählen. Des Weiteren gibt es einen bilingualen Zweig und eine Orchesterklasse.

## Aktionen
In regelmäßigen Abständen engagieren sich die Schüler der Großen Schule für gemeinnützige Zwecke. Beispiele sind die Laufveranstaltung Run-for-Help zu Gunsten der deutschen Multiple-Sklerose Gesellschaft und ein Benefizkonzert für die Opfer des großen Elbhochwassers. Weitere Aktionen der Schule sind zudem das jährliche Schulkonzert im Juni, bei dem alle musikalischen Gruppen der Schule ihr Können präsentieren, insbesondere treten dort auch regelmäßig Schüler aller Klassenstufen als Solisten mit Orchester auf und es gab auch bereits einige Uraufführungen. Zum Jahresanfang findet der Turnerball der TG statt, der lokal großen Anklang findet.

## Schüleraustausch
Neben den Austauschprogrammen der Stadt unterhält die Große Schule bereits seit 1995 eine intensive Kooperation mit dem Colegiul National de Mihai Eminescu, einer Schule in der  rumänischen Partnerstadt Satu Mare. Im Zuge dieser Kooperation kommt es regelmäßig zu gegenseitigen Besuchen beispielsweise durch die Basketball-Schulmannschaften, aber auch ganzer Klassen wie zuletzt 2007. Dies wird insbesondere auch finanziell durch die schuleigene Dr.-Oskar-Sommer-Stiftung unterstützt, die sich der Völkerverständigung verschrieben hat.
Seit einem Besuch einer Delegation im Oktober 2009 unter Leitung des Schulleiters Peter Ensthaler besteht des Weiteren eine Schulpartnerschaft mit der „No. 1 High School Affiliated with Tongji University“ in Shanghai, China.

## Ehemalige Schüler und Lehrer der Schule
- Karl Bergwitz (* 7. November 1875 in Wolfenbüttel; † 14. November 1958 in Braunschweig), Physiker und Lehrer
- Martin Biastoch, (* 3. März 1965), Historiker und klassischer Philologe in Göttingen
- Wilhelm Brandes (* 21. Juli 1854 in Braunlage; † 6. Februar 1928 in Wolfenbüttel), Schriftsteller und Lehrer
- Karl Dauber (* 20. August 1841 in Holzminden; † 13. Mai 1922 in Braunschweig), Rektor der Großen Schule von 1889 bis 1893
- Johann Christoph Dommerich (1723–1767), Philosoph, evangelisch-lutherischer Theologe und Hochschullehrer, von 1749 bis 1759 Rektor der Schule
- Julius Elster (* 24. Dezember 1854 in Blankenburg (Harz); † 8. April 1920 in Bad Harzburg), Lehrer und Physiker
- Peter Ensthaler (* 8. November 1948 in Königslutter am Elm); Oberstudiendirektor; Schulleiter von 1996 bis 2010, Germanistik und Geschichtswissenschaft
- Heinrich Georg August Ewald (* 16. November 1803 in Göttingen; † 4. Mai 1875 ebenda), Orientalist und evangelischer Theologe. Einer der Göttinger Sieben.
- Paul Eyferth (1872–1956), von 1917 bis 1933 Bürgermeister von Wolfenbüttel
- August Fink (* 14. Dezember 1890 in Wolfenbüttel; † 23. August 1963 ebenda), Kunsthistoriker, Hochschullehrer und Direktor des Herzog Anton Ulrich-Museums in Braunschweig
- Hans-Joachim Gehrke (* 28. Oktober 1945 in Salzgitter-Lebenstedt), Althistoriker, Präsident des Deutschen Archäologischen Instituts (2008–2011)
- Hans Friedrich Geitel (* 16. Juli 1855 in Braunschweig; † 15. August 1923 in Wolfenbüttel), Physiker
- Hermann Günther (* 10. November 1811 in Gandersheim; † 4. Mai 1886 in Braunschweig), Pädagoge und Schulleiter
- Konrad Heusinger (* 2. August 1752 Wolfenbüttel; † 12. Januar 1820 ebenda) deutscher Klassischer Philologe und Pädagoge, Schüler und von 1778 bis 1790 Konrektor an der Schule.
- Johann Gottfried Hoche (* 25. September 1762 in Gratzungen; † 2. Mai 1836 in  Gröningen), lutherischer Theologe und Historiker
- Henning Kagermann (* 12. Juli 1947 in Braunschweig), Präsident von Acatech (Deutsche Akademie der Technikwissenschaften, seit 2009), Co-Vorstandsvorsitzender der SAP AG (2003–2009)
- Karl Friedrich Ernst Koldewey  (* 26. April 1839 in Barmke; † 16. September 1909 in Braunschweig), Pädagoge und Historiker
- Bernhard Lambrecht (1897–1971), deutscher Konditor und Autor, Verfasser mehrere Lehr- und Fachbücher über das Konditorhandwerk und Gründer der Bundesfachschule für das Konditorenhandwerk in Wolfenbüttel
- Erich Leimkugel (* 8. August 1877 in Schöppenstedt; † 22. März 1947 in Essen), Apotheker, Ballonfahrer, Politiker
- Christian Leiste (1738–1815), Mathematiker, Physiker und Geograf, von 1778 bis zu seinem Tod Rektor der Großen Schule
- Georg Samuel Madihn (* 24. Dezember 1729 in Wolfenbüttel; † 14. Oktober 1784 in Frankfurt an der Oder), Jurist und Hochschullehrer
- Klaus Mollenhauer (* 31. Oktober 1928 in Berlin; † 18. März 1998 in Göttingen), Pädagoge, unter anderem ordentlicher Professor für Pädagogik an der Universität Göttingen, machte sein Abitur an der Großen Schule
- Rudolf Ottmer (* 7. August 1902 in Wolfenbüttel; † 10. September 1974 in Recklinghausen), Physiker
- Erich Paulun (* 4. März 1862 in Schöppenstedt bei Braunschweig; † 5. März 1909 in Shanghai), Arzt und Gründer der Deutschen Medizinschule in Shanghai
- Wilhelm Raabe[6], (Pseudonym: Jakob Corvinus; * 8. September 1831 in Eschershausen; † 15. November 1910 in Braunschweig), Schriftsteller (Erzähler)
- Johannes Reiske (* 25. Mai 1641 in Gera; † 20. Februar 1701 in Wolfenbüttel), Pädagoge und Historiker, von 1679 bis 1701 Rektor des Gymnasiums Große Schule in Wolfenbüttel
- Franz Ernst Christian Schaper (1807–1852), Jurist, Präsident der braunschweigischen Landstände
- Theodor Schliephake (1808–1871), deutscher Philosoph, Geschichtsschreiber und Hochschullehrer, besuchte die Schule
- Wilhelm Scholz (* 19. November 1863 in Königslutter am Elm; † 30. November 1939 in Braunschweig), Schriftsteller
- Kurt Selle (* 7. Januar 1932 in Bremen; † 27. Mai 2007 in Braunschweig), Pädagoge und Altphilologe, ehem. Leiter des Gymnasiums Große Schule in Wolfenbüttel
- Eduard Steinacker (1839–1893), Lehrer und Schriftsteller
- Wolf-Rüdiger Umbach (* 7. August 1945), Präsident der Ostfalia Hochschule für angewandte Wissenschaften
- Walter Heinz Wolfgang Wessel (* 28. Februar 1900 in Wolfenbüttel; † 15. November 1984 in Wolfenbüttel), theoretischer Physiker
- Paul Zimmermann (* 26. Februar 1854 in Vorsfelde; † 13. Februar 1933 in Kunrau), Leiter des Landeshauptarchivs und Vorsitzender des „Geschichtsvereins für das Herzogtum Braunschweig“
- Leopold Zunz (ursprünglich Jom Tob Lippmann Zunz; * 10. August 1794 in Detmold; † 17. März 1886 in Berlin), jüdischer Wissenschaftler, Begründer der Wissenschaft des Judentums